# Таунсенд, Эрнст
Эрнст Таунсенд (англ. Ernest Townsend, 1880—1944) — британский художник-портретист из английского города Дерби.
Эрнст был младшим ребёнком в семье, до 8 лет его основным воспитателем была его старшая сестра.
Таунсенд учился в Художественном колледже Дерби до 14 лет, после чего был отдан в ученичество в фирму архитекторов Wright and Thorpe, далее, осознав, что ему не хочется быть архитектором, он учился Хизелейской школе изящных искусств в Челси и в Королевской академии. Среди его друзей были Огастес Джон и Обри Винсент Бёрдслей. С 1910 по 1937 годы Таунсенд выставлял в Академии 15 своих работ.
Принимал участие в Конкурсе искусств на летних Олимпийских играх 1912 в категории «Живопись».
Одной из известнейших его работ является портрет Уинстона Черчилля.
Среди известных его заказов — разработка крыш для авиационных заводов Rolls-Royce, чтобы они выглядели для немецких бомбардировщиков не более чем деревней. Поговаривали, что он умер от рабочей перенагрузки; в 1944 году Художественная галерея Дерби устроила в его память выставку; в Музее и художественной галерее Дерби по-прежнему хранится большое собрание его работ, хотя они выставляются непостоянно.